# Belšak
Belšak este o localitate din comuna Prevalje, Slovenia, cu o populație de 42 de locuitori.